# Sportfreunde Wanne-Eickel
Die Sportfreunde Wanne-Eickel (offiziell: Sportfreunde 04/12 Wanne-Eickel e.V.) ist ein Sportverein aus Herne. Die erste Fußballmannschaft spielte zwei Jahre in der damals zweitklassigen II. Division West.

## Geschichte

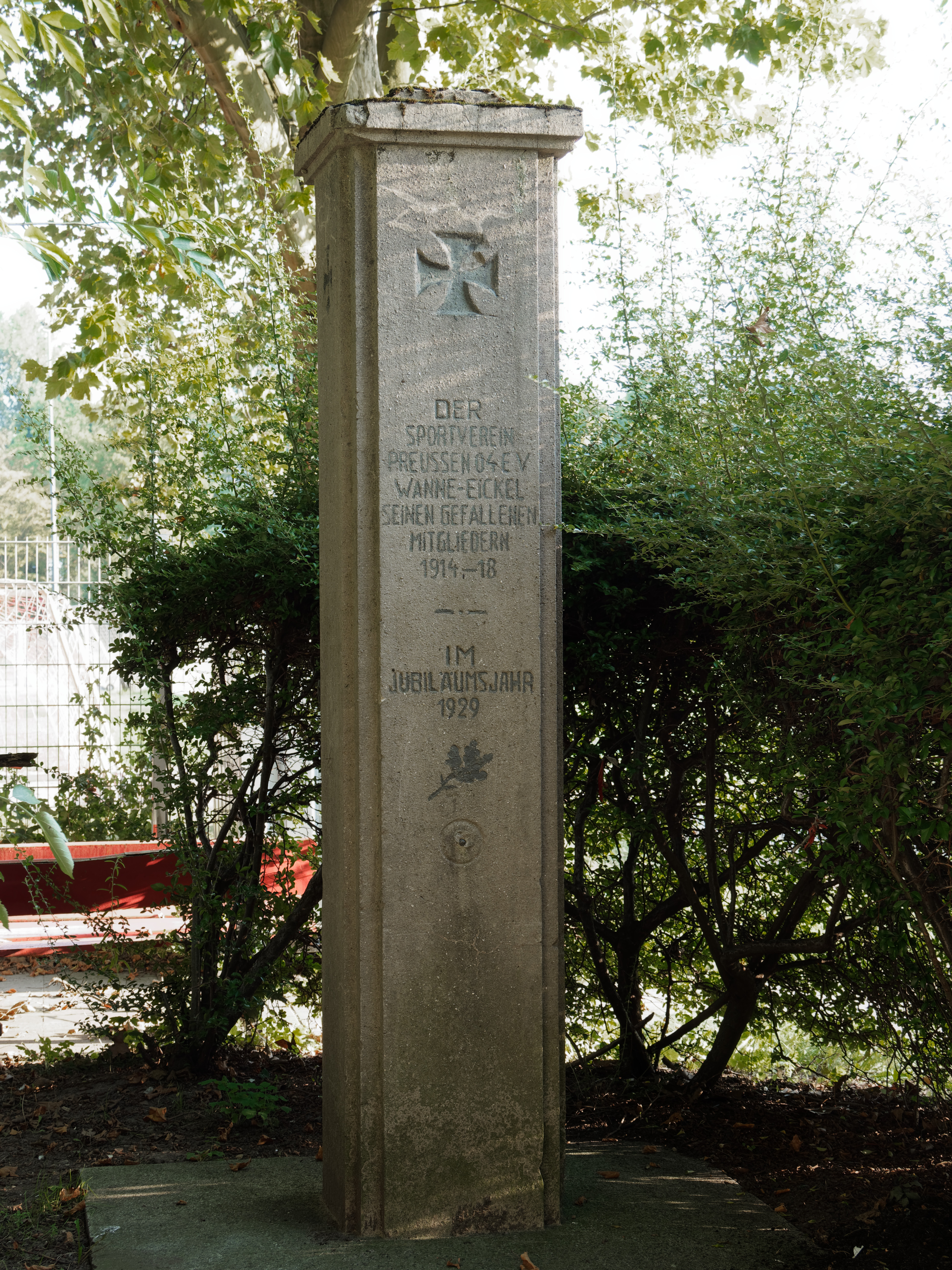
Denkmal für die im Ersten Weltkrieg gefallenen Vereinsmitglieder

Der Verein wurde am 10. Dezember 1950 durch die Fusion des TB 1912 Eickel mit dem SV Preußen Wanne gegründet. Preußen Wanne wiederum wurde im Jahre 1904 als SV Unser-Fritz Wanne gegründet. Ein Jahr später schloss sich der SV Borussia Wanne dem Verein an, der sich ab dem 1. März 1906 SV Preußen Wanne nannte. Im Jahre 1933 schloss sich der BV Viktoria Wanne-Eickel dem SV Preußen Wanne an. 1954 spaltete sich der TB 1954 Eickel von den Sportfreunden Wanne-Eickel ab. Dieser Verein wiederum trat am 5. Oktober 1969 dem neu gegründeten DSC Wanne-Eickel bei.
Der TB 1912 Eickel brachte einen Platz in der damals zweitklassigen II. Division West in die Verbindung ein. Gleich in seiner ersten Saison unter dem neuen Namen gewann die Mannschaft den Westdeutschen Pokal. Über die Stationen Sterkrade 06/07, TSV Hüls, Union Ohligs, SV Sodingen und dem Duisburger SpV zogen die Sportfreunde ins Endspiel ein, das mit 5:4 nach Verlängerung gegen den Hombrucher FV 09 gewonnen wurde. Am Saisonende verlor der Verein jedoch einige Leistungsträger wie Elwin Schlebrowski, der zu Borussia Dortmund wechselte. 1952 verpassten die Sportfreunde die Qualifikation zur eingleisigen II. Division West.
Drei Jahre später stieg die Mannschaft auch aus der Landesliga Westfalen ab. Die Zeitschrift Der Fußball-Sport schrieb vom „sportlichen Katzenjammer einer Großstadt“. Zwar gelang der direkte Wiederaufstieg in die Landesliga, ehe es 1958 erneut zurück in die Bezirksklasse ging. Im Jahre 1965 waren die Sportfreunde in der Kreisklasse angekommen. Lediglich von 1972 bis 1975, von 1989 bis 1993 und von 1997 bis 2002 spielte die Mannschaft noch einmal in der Bezirksliga. Im Jahre 2008 erreichte der Verein mit dem Abstieg in die Kreisliga B seinen Tiefpunkt. Nach dem direkten Wiederaufstieg spielte die Mannschaft in der Herner Kreisliga A, bevor im Jahre 2016 der Wiederaufstieg in die Bezirksliga gelang. Ein Jahr später folgte der direkte Wiederabstieg. In der folgenden Saison 2017/18 stiegen die Sportfreunde erneut in die Bezirksliga auf, bevor 2022 der Sprung in die Landesliga gelang.

## Stadion
Die Heimspiele der Sportfreunde Wanne-Eickel werden in der Wananas Arena am Mondpalast ausgetragen, die Platz für 3000 Zuschauer bietet. Es wird auf Kunstrasen gespielt. Das Stadion war zunächst als Sportplatz Wilhelmstraße und später als Mondritterarena bekannt. In der Saison 2019/20 hieß die Spielstätte Livia-Leichner-Stadion – dem Bürgermeister seine Frau ihr Stadion. Die Umbenennung war ein Geschenk des Herner Bürgermeisters Erich Leichner an seine Ehefrau zu deren 60. Geburtstag. Zum ersten Mal trug ein Fußballstadion in Deutschland den Namen einer Frau, womit der Verein bundesweit Schlagzeilen machte.

## Persönlichkeiten
- Yıldıray Baştürk
- Hans Bornemann
- Elwin Schlebrowski